# Trupanea megaspila
Trupanea megaspila är en tvåvingeart som beskrevs av Hardy 1980. Trupanea megaspila ingår i släktet Trupanea och familjen borrflugor. Inga underarter finns listade i Catalogue of Life.